# FB Be 4/6
Die Be 4/6 der Forchbahn (FB) sind zweiteilige strassenbahnähnliche elektrische Niederflur-Gelenkzüge des Herstellers Stadler Rail, die auf der Strecke Esslingen–Zürich Rehalp–Zürich Stadelhofen verkehren, wobei zwischen Rehalp und Stadelhofen die Gleise der Strassenbahn Zürich mitbenutzt werden. Zusammen mit den gleichzeitig gebauten dreiteiligen Be 4/8 der Trogenerbahn, mit denen sie in vielen Teilen übereinstimmen, gelten die Vorortszüge als Vorläufer der Strassenbahnfamilie Tango.

## Ausgangslage

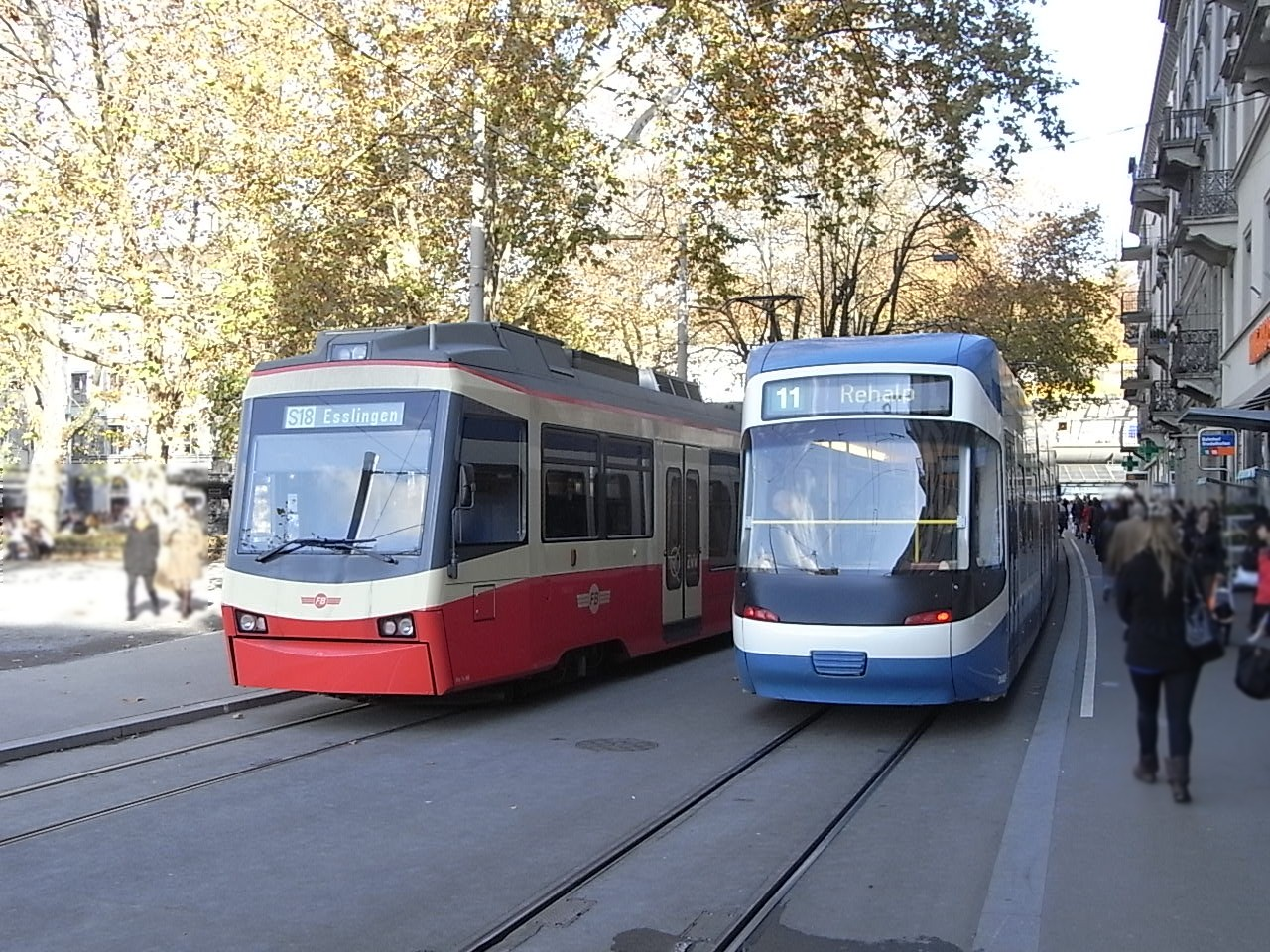
Die Forchbahn (links) benutzt in der Stadt Zürich die Gleise des Trams (rechts).

In der Stadt Zürich verkehren die Züge der Forchbahn als Strassenbahn mit einer Fahrleitungsspannung von 600 Volt Gleichstrom, ab Rehalp fahren sie auf eigenem Gleiskörper nach den Regeln des Eisenbahnbetriebs, wobei die Spannung der Fahrleitung 1200 Volt beträgt. Wegen den zahlreichen Strassenkreuzungen ist eine Kastenfestigkeit von 400 kN erforderlich, etwa doppelt so hoch wie üblicherweise bei Strassenbahnen. Wegen der längeren Fahrzeit als mit einem Tram erwarten die Fahrgäste einen höheren Komfort mit bequemeren Sitzen und Klimaanlage, dagegen reichen weniger Türen aus. Zur Erreichung eines ruhigen Laufes und mit Rücksicht auf die winterlichen Schneeverhältnisse kommen anstelle von Losradsätzen traditionelle Drehgestelle zum Einsatz, was aber einen 100-prozentigen Niederfluranteil verunmöglicht. Das Konzept des Gelenktriebwagens mit aufgesatteltem Beiwagen ermöglichte die Vergrösserung des Niederfluranteils. Die technische Ausrüstung der Niederflurfahrzeuge musste grösstenteils auf dem Dach untergebracht werden, denn für ein Antriebsmodul wie beim GTW ist die Länge der Ausweichgleise zu kurz. Bauteile, die für das Personal gut zugänglich sein müssen, befinden sich unter den Sitzen.

## Technik

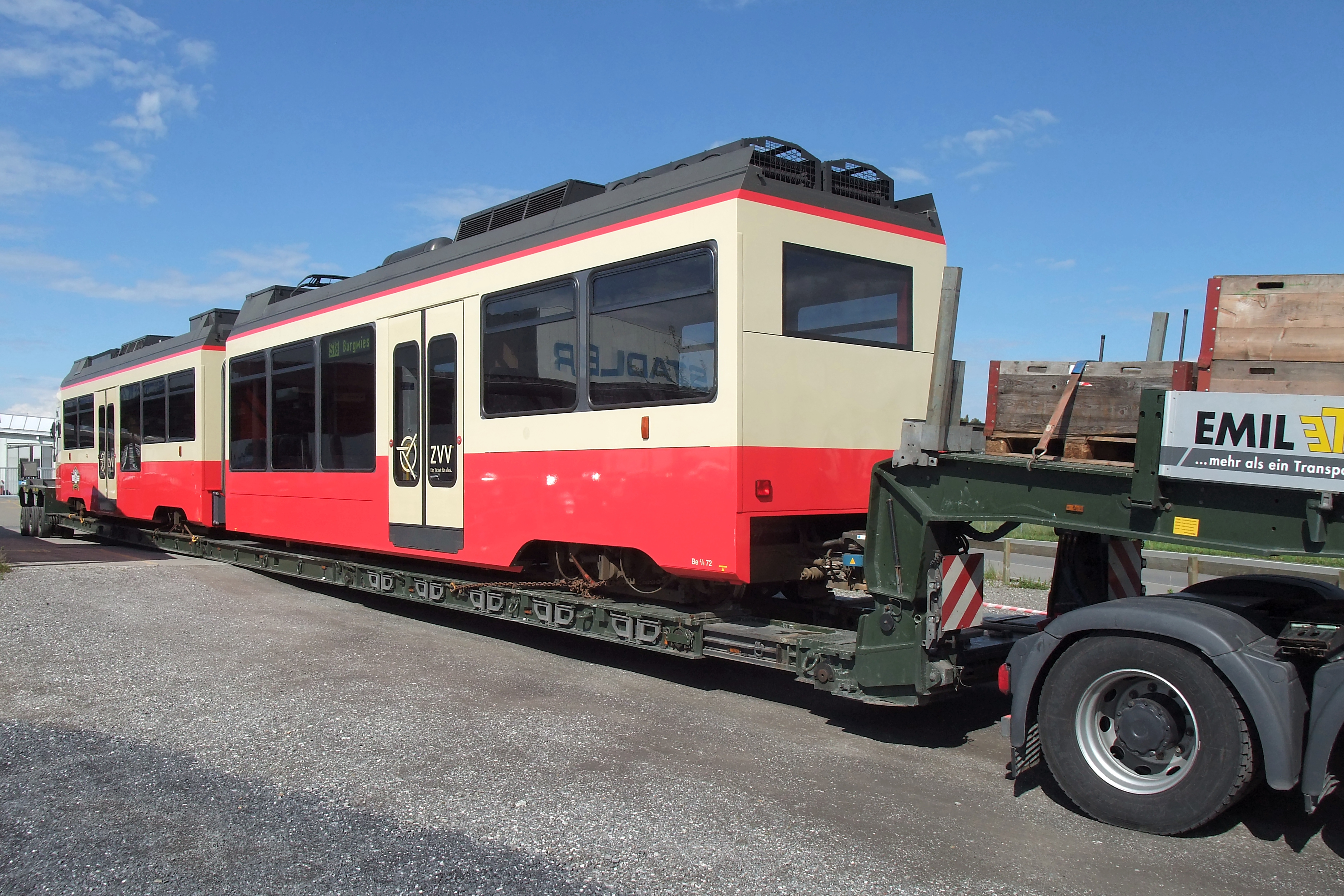
Ablieferung eines Be 4/6. Weil die Halbzüge nur über einen Führerstand verfügen, verkehren sie stets „Rücken an Rücken“.

Weil die Be 4/6 nur über einen Führerstand verfügen, verkehren sie in Doppel- oder Dreifachtraktion so, dass an jedem Zugende ein Führerraum vorhanden ist. Die Wagenkästen sind im Gegensatz zu den Nachfolgefahrzeugen Tango noch in der Aluminium-Bauweise der GTW-Familie (1.–3. Generation) hergestellt. Wegen des grossen Schwenkwinkels der Schwab-Kupplung erhielten die Be 4/6 breite Führerstände. Die Frontkupplung wird zum Schutz der anderen Verkehrsteilnehmer bei Nichtgebrauch motorisch eingefahren und abgedeckt. Im Bereich der Stirnfront sind im unteren Teil seitlich Edelstahlelemente eingeklebt, um nach Kollisionen mit Strassenfahrzeugen eine Reparatur ohne Schweissen zu ermöglichen. Die Drehgestelle wurden speziell für die Fahrzeugfamilie der Forch- und Trogenerbahn entwickelt und wurden auch bei den Tango-Strassenbahnen der Bogestra in Bochum verwendet. Die Drehgestelle sind mit dem Wagenkasten über einen Drehkranz verbunden. Sie verfügen dank Luftfederung über ausgezeichnete Laufeigenschaften. Die Radsätze weisen wie bei Nahverkehrsfahrzeugen üblich zwischen Radscheibe und Radreifen eine Gummischicht auf.
Jedes Triebdrehgestell verfügt über einen Stromrichter, der sich auf dem Dach befindet. Mit Rücksicht auf die Stromversorgung ist die Traktionsleistung begrenzt und erreicht nicht die Leistung der elektrischen Bremse. Trotzdem sind die auf steiler Strecke eingesetzten Vorortszüge sehr leistungsfähig.
Die Be 4/6 verfügen über eine kombinierte Rekuperations- und Widerstandsbremse. Wenn das Netz aufnahmefähig ist, arbeitet sie als Rekuperationsbremse. Bei geringen Geschwindigkeiten steuert das Fahrzeugleitgerät zusätzlich die Druckluftbremse an, wobei jeder Radsatz über eine Bremsscheibe verfügt. Für Notfälle ist jedes Drehgestell mit einer Magnetschienenbremse ausgestattet. Die Federspeicherbremse an jedem Radsatz der Triebdrehgestelle dient als Festhaltebremse.
Die 13 Triebzüge haben seit der Ablieferung rund 1,4 Mio. Kilometer zurückgelegt, weshalb sie nun einem umfassenden Refit unterzogen werden. Dabei erhalten sie eine neue Leittechnik und Anpassungen im Führerstand. Auch die Fahrgasträume werden aufgefrischt, es wird ein zusätzliches Multifunktionsabteil geben und die Bodenbeläge und Sitzbezüge werden erneuert. Die Arbeiten dauern pro Triebzug rund 6 Monate und werden durch Stadler Rail Service Schweiz in Frauenfeld ausgeführt. Da es nicht genügend Reservefahrzeuge gibt, muss während der gesamten Umbauzeit mit gekürzten Kompositionen im täglichen Betrieb gerechnet werden.

## Namen

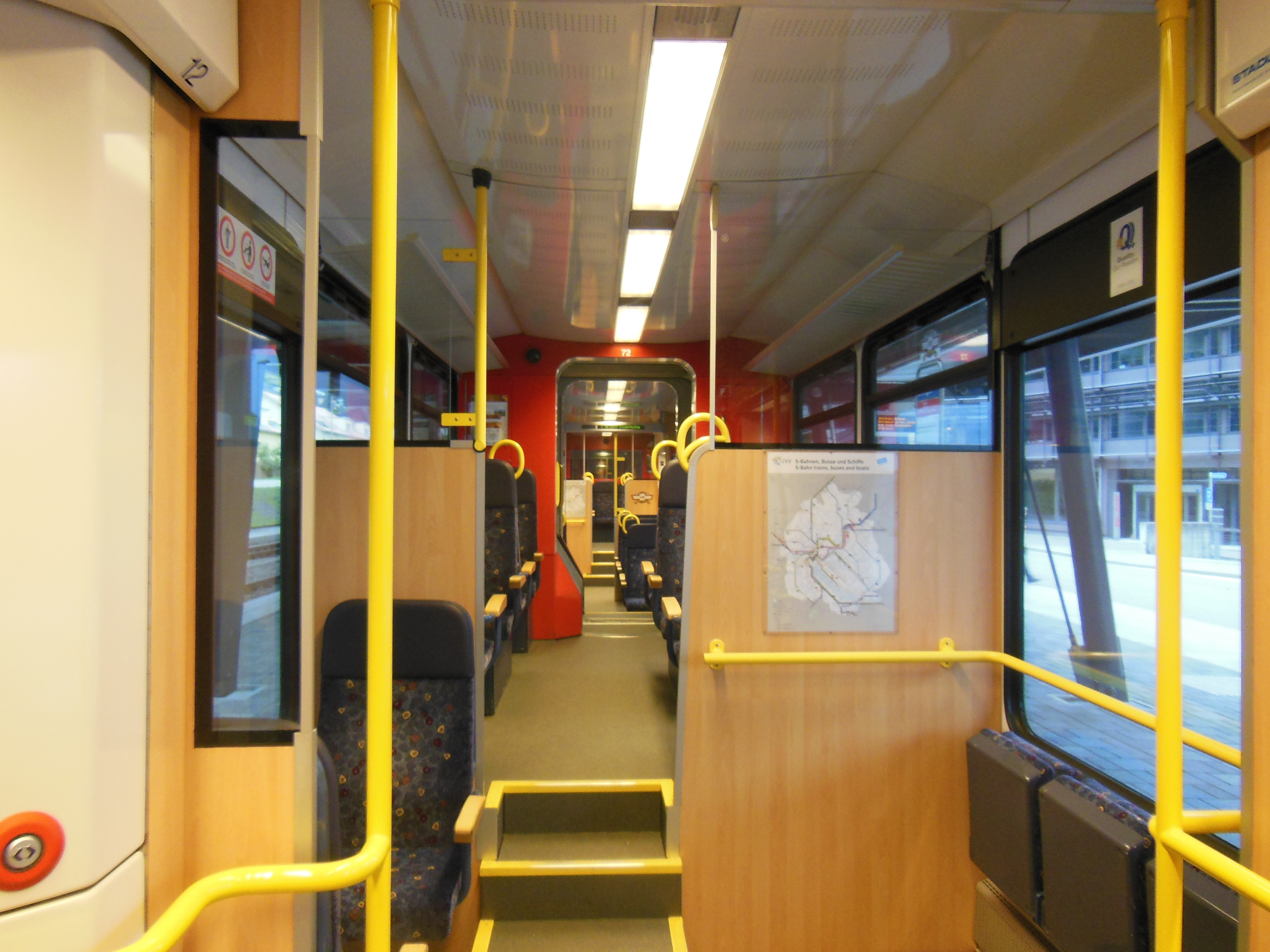
Inneneinrichtung der Be 4/6, die der längeren Fahrzeit gegenüber einem städtischen Tram angepasst ist.

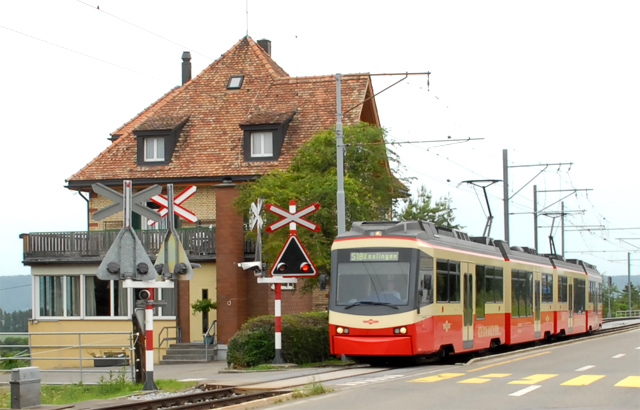
Die vielen Niveauübergänge der Forchbahn verlangten nach einer stärkeren Kastenstruktur als bei einer üblichen Strassenbahn.

Aufgelistet sind nur die getauften Fahrzeuge:
| Nr. | Name           |
| --- | -------------- |
| 61  | Forch          |
| 64  | Esslingen      |
| 65  | Zollikerberg   |
| 66  | Aesch Scheuren |
| 67  | Hinteregg      |
| 68  | Egg            |

| Nr. | Name         |
| --- | ------------ |
| 69  | Zumikon      |
| 70  | Zollikon     |
| 71  | Küsnacht     |
| 72  | Maur         |
| 73  | Stadt Zürich |